# Controverse over het presidentschap van het Wachttorengenootschap
In 1917 ontstond een controverse over het presidentschap van de Wachttorengenootschap (destijds het kerkgenootschap van de Bijbelonderzoekers - de voorlopers van Jehova's getuigen). Ongeveer een zevende van de Bijbelonderzoekers vond dat Joseph Franklin Rutherford ten onrechte het ambt had verkregen dat vacant werd na de dood van president Charles Taze Russell, verliet de geloofsgemeenschap en sloot zich aan bij concurrerende geloofsgemeenschappen binnen de stroming.

## Geschiedenis

### Oorsprong
Charles Taze Russell had bepaald dat na zijn dood zijn rol als spreekbuis voor de Bijbelonderzoekers niet door één persoon zou worden overgenomen, maar door een collectief leiderschap en bepaalde om die reden onder andere in zijn testament dat de inhoud van het tijdschrift De Wachttoren door een redactioneel comité van vijf personen zou worden bepaald. Minstens drie van de vijf leden van het comité moesten instemmen met de inhoud van een artikel, voordat het gepubliceerd kon worden. Russell noemde de volgende personen als lid van het comité: William E. Page, William E. Van Amburgh, Henry Clay Rockwell, E. W. Brenneisen en F. H. Robison. Twee van hen (Edward Brenneisen en William E. Page) bedankten onmiddellijk en de hierdoor ontstane vacatures werden opgevuld door twee van degenen die Russell had genoemd als reserveleden: Joseph Franklin Rutherford en Robert Hirsh. Het charter van het Wachttorengenootschap  bepaalde tevens dat de bestuursraad zeven leden moest tellen. Ten tijde van het overlijden van Russell bestond deze bestuursraad (naast Russell zelf) uit: A. I. Ritchie, W. E. Van Amburgh, H. C. Rockwell, J. D. Wright, I. F. Hoskins en J. F. Rutherford. A. N. Pierson werd gekozen om de vacante plaats op te vullen.

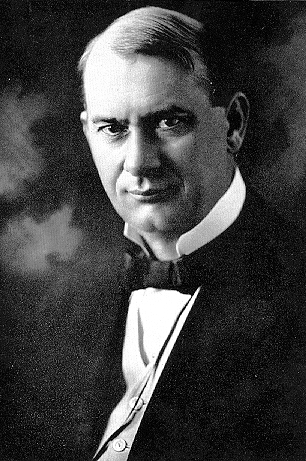
Joseph Franklin Rutherford

Op 6 januari 1917 werd Rutherford, 47 jaar oud, zonder tegenstand, gekozen als opvolger van Russell in de functie van president van het Wachttorengenootschap op een bijeenkomst in Pittsburgh. Snel volgde controverse. Tony Wills beweert dat er bewijzen zijn dat nominaties werden geschorst, waardoor aandeelhouders de kans werd ontnomen duizenden stemmen uit te brengen op andere kandidaten. Binnen enkele maanden voelde Rutherford zich genoodzaakt zichzelf tegen de geruchten te verdedigen dat hij "politieke methodes" had gebruikt om zijn verkiezing zeker te stellen. In zijn eerste van een serie pamfletten die door beide kampen werden gepubliceerd, vertelde Rutherford de Bijbelonderzoekers: "Er is geen persoon die naar waarheid kan zeggen dat ik hem direct of indirect heb gevraagd om voor mij te stemmen." Rond juni 1917 was het dispuut inzake de benoeming van Rutherford aangezwollen tot wat hij noemde: een "storm" die het Wachttorengenootschap voor de rest van 1917 verscheurde.
In januari 1917, na de dood van Russell, was Bethel pelgrim Paul S. L. Johnson naar Engeland gestuurd om het bestuur en de boeken van de Londense corporatie te inspecteren. Hij ontsloeg twee managers van de corporatie, legde beslag op de financiën en probeerde orde op zaken te stellen. Toen Rutherford hiervan hoorde, was hij ervan overtuigd dat Johnson zijn verstand had verloren en aan religieuze waanvoorstellingen leed en sommeerde Johnson eind februari 1917 naar New York terug te keren. Johnson weigerde en beweerde dat hij uitsluitend aan de volledige directieraad verantwoording was verschuldigd. Toen hij uiteindelijk terugkeerde naar New York en zich tegenover de Bethelfamilie (alle werkers op het hoofdkantoor) verontschuldigde voor zijn uitzonderlijk gedrag in Londen, raakte Johnson betrokken bij een motie tegen Rutherford door vier van de zeven bestuursleden van het Wachttorengenootschap.
De kwestie betrof nieuwe statutaire regels die in januari 1917 tijdens de bijeenkomst in Pittsburgh waren vastgesteld en die zeiden dat de president de uitvoerend bestuurder en algemeen manager van het Wachttorengenootschap was en hem de absolute leiding gaven over de wereldwijde aangelegenheden. De meningen over de noodzaak voor nieuwe statutaire regels waren scherp verdeeld. Rutherford stelde dat Russell, als president, altijd had opgetreden als de manager van het Wachttorengenootschap en dat de stemming op 6 januari door de aandeelhouders duidelijk aantoonde dat zij wilden dat hij eenzelfde handelwijze zou volgen. Hij verklaarde dat dit een zaak van efficiëntie was en schreef: "Het werk van het Genootschap vraagt het bestuur door één persoon. Er zijn zo veel kleine details dat als verschillende personen deze zouden behartigen, het merendeel van de beschikbare tijd besteed zou moeten worden aan overleg. Dit werd duidelijk aangetoond door het Bestuurscomité en er werd vastgesteld dat drie mannen twee uur per dag kostte om te doen wat één in een derde van die tijd zou kunnen doen." Bijbelonderzoeker Francis McGee, een jurist en assistent van de advocaat-generaal van New Jersey, reageerde: "Dit is de kern van de zaak. Hij zegt dat hij die persoon is."
Tegen juni besloten vier leden van de directieraad (Robert H. Hirsh, Alfred I. Ritchie, Isaac F. Hoskins en James D. Wright) dat zij er fout aan hadden gedaan in te stemmen met het geven van zo veel uitvoerende macht aan Rutherford. Zij beweerden dat Rutherford autocratisch was gaan optreden, dat hij weigerde de boeken van het Wachttorengenootschap door een onafhankelijke te laten onderzoeken en dat hij Johnson een redelijke kans had ontnomen zich te verantwoorden inzake de gang van zaken in Londen. Ze beschuldigden Rutherford ervan bewust de statutaire regels zo te hebben aangepast om hemzelf meer macht te geven en dat indruiste tegen zowel het testament van Russell als de statuten van het Wachttorengenootschap, die stipuleerden dat deze bestuurd zou worden door een zevenhoofdige directieraad. Rutherford, die had gezegd dat hij "geen ambitie voor aardse macht of eer" had en nooit had geprobeerd de macht over het Wachttorengenootschap in handen te krijgen, repliceerde dat hij de aanvullende statutaire regels pas had opgesteld nadat het bestuurscomité (Ritchie, Van Amburgh en hijzelf) daar om had gevraagd. Ritchie heeft altijd beweerd dat hij niets afwist van de voorgestelde wijzigingen totdat Rutherford hem deze liet zien.

### Vervanging directieraad
Op de bijeenkomst van de directieraad van 20 juni 1917 presenteerde Hirsh een resolutie om de nieuwe statutaire regelingen te herroepen en de uitvoerende macht van de president weer terug te leggen bij de directieraad, maar de stemming werd een maand uitgesteld na krachtige bezwaren van de kant van Rutherford. Een week later verzochten vier directieleden om een onmiddellijke bijeenkomst van de raad om informatie te krijgen inzake de financiële situatie van het Wachttorengenootschap. Rutherford weigerde het verzoek en beweerde later dat hij op dat moment een samenzwering had geroken tussen Johnson en de vier directieleden met als doel de macht over het Wachttorengenootschap te verkrijgen, net als Johnson dat volgens hem had geprobeerd in Engeland.
Rutherford vond in een legal opinion van een juridisch specialist inzake corporaties, dat de clausule in de statuten van het Wachttorengenootschap dat de directieleden voor het leven werden gekozen, in strijd was met het recht van Pennsylvania en dat alle directieleden jaarlijks dienden te worden herkozen. Rutherford stelde dat, aangezien op de aandeelhoudersvergadering van 6 januari 1917 slechts drie leden werden gekozen (Rutherford, secretaris-penningmeester Van Amburgh en vicepresident Andrew N. Pierson), de overige vier leden van de directieraad, die daar al sinds 1904 zitting in hadden en nooit waren herkozen, geen juridische status hadden als directeur van het Wachttorengenootschap. Zelfs de benoeming van Hirsh, die in de raad was benoemd op 29 maart 1917, nadat Henry C. Rockwell zijn functie had neergelegd, was juridisch niet geldig omdat de benoeming had plaatsgevonden in New York en niet in Allegheny, zoals de wet vereiste. Rutherford beweerde dat hij zich al vanaf 1909 van deze feiten bewust was.

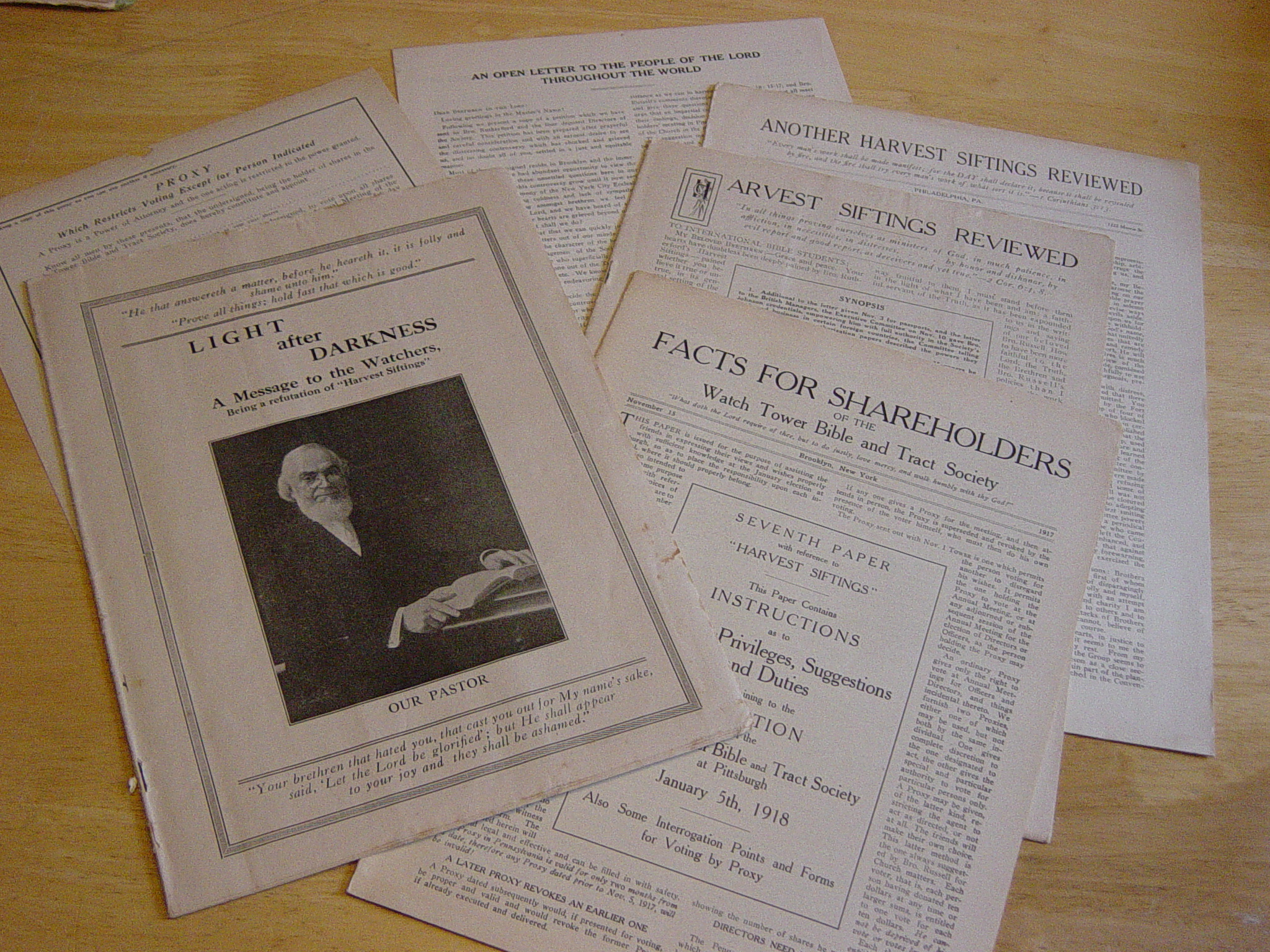
Pamfletten die door beide zijden werden verspreid tijdens het dispuut inzake het presidentschap van Rutherford (1917)

Op 12 juli 1917 reisde Rutherford 1200 kilometer van Chicago naar Pittsburgh en gebruikte zijn recht volgens de statuten van het Wachttorengenootschap om de vier omstreden vacatures in te vullen met: A. H. Macmillan, W. E. Spill, J. A. Bohnet en George H. Fisher. Rutherford riep een vergadering bijeen van de nieuwe directieraad op 17 juli, waar de directieleden een resolutie aannamen waarin zij hun "hartsgrondige instemming" betuigden met de handelingen van hun president en bevestigden dat hij "de man [was] die de Heer heeft gekozen om het werk dat resteert uit te voeren". Op 31 juli riep hij een vergadering bijeen van de People's Pulpit Association (een dochtercorporatie van het Wachttorengenootschap die in New York is ingeschreven) om Hirsh en Hoskins af te zetten als directieleden om reden dat zij het werk van de vereniging tegenstonden. Toen de resolutie geen meerderheid behaalde, gebruikte Rutherford de volmachten die hij had ontvangen voor de jaarlijkse vergadering in New York afgelopen januari om hun afzetten zeker te stellen. Op 1 augustus 1917 publiceerde het Wachttorengenootschap de 24-pagina tellende brochure Harvest Siftings, ondertitel "The evil one again attempts to disrupt the Society", waarin Rutherford zijn versie van de gebeurtenissen weergaf en uitlegde waarom hij nieuwe directieleden had aangesteld.
Een maand later reageerden de vier afgezette directeuren met een door henzelf gefinancierde weerlegging van Rutherfords beweringen. De publicatie, Light After Darkness, bevatte een brief van Pierson, gedateerd 26 juli, waarin de vicepresident verklaarde dat hij de kant had gekozen van de oude raad. Hoewel hij geloofde dat beide kampen in het conflict "een mate van kwaaddoen" hadden getoond, had Pierson besloten dat Rutherford er fout aan had gedaan vier nieuwe directieleden te benoemen. Deze publicatie vocht ook de rechtmatigheid van hun afzetten aan, onder verwijzing naar het feit dat de clausule in het recht van Pennsylvania (dat aanstelling voor het leven verbood) pas onlangs van kracht was geworden, niet met terugwerkende kracht werkte en een uitzondering maakte voor bestaande corporaties. Zij beweerden ook dat de statuten van het Wachttorengenootschap alleen directeuren de gelegenheid bood officiële posten te vervullen. Als, net als de andere vier, Rutherford noch Van Amburgh noch Pierson rechtmatig directielid waren in januari, dan konden zij ook niet in een officiële functie worden gekozen. Ze zeiden dat verschillende juristen hen hadden verzekerd dat de handelwijze van Rutherford "volledig onrechtmatig" was.
De voormalig directieleden beweerden dat Rutherford van alle werkers had geëist dat zij een petitie ondertekenden die hem steunde en de voormalig directeuren veroordeelde, onder dreiging van uitstoting van een ieder die weigerde te tekenen. Sommige werkers klaagden dat zij hadden getekend onder druk en er wordt beweerd dat zeker 35 leden van de staf op het hoofdbureau gedwongen werden te vertrekken omdat zij Rutherford onvoldoende steunden tijdens zijn "reign of terror". Rutherford ontkende dat iemand gedwongen was te vertrekken ten gevolge van het weigeren om een eed van trouw te tekenen. Ondanks pogingen van Pierson om de twee groepen te verzoenen, vertrokken de voormalige directieleden van het hoofdkantoor in Brooklyn op 8 augustus 1917.

### Verkiezingen van 1918 en nasleep

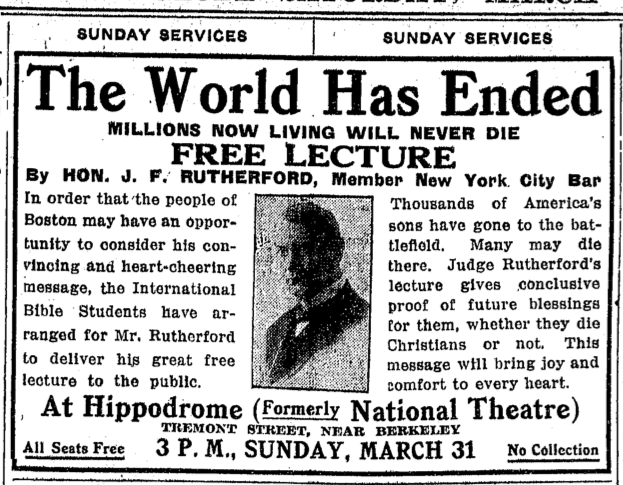
Advertentie voor de Hippodrome, Boston, Massachusetts.

Bijbelonderzoekers werden tot diep in 1917 overspoeld met pamfletten van Rutherford aan de ene kant en Johnson en de vier afgezette directeuren aan de andere kant. Beide kampen beschuldigden de tegenstanders van een ernstig verkeerde voorstelling van zaken met als doel macht op te eisen. De controverse verscheurde de geloofsgemeenschap van de Bijbelonderzoekers en sommige gemeenten splitsten in tegengestelde groepen die loyaal waren aan Rutherford of juist aan degenen die hij had uitgestoten. Rutherfords vier tegenstanders deden nog één poging om hem af te zetten en beweerden dat hoewel hij de steun had van de meeste invloedrijke aandeelhouders, hij steun ontbeerde van de Bijbelonderzoekers in zijn geheel. Derhalve riepen zij op tot een democratische verkiezing onder alle Bijbelonderzoekers. Rutherford schreef in oktober: "Ik heb niet gestreefd naar verkiezing tot president en ik streef niet naar herverkiezing. De Heer is in staat zijn eigen aangelegenheden te verzorgen."
Vervolgens zette hij zijn tegenstanders buiten spel door een referendum te organiseren voor alle Bijbelonderzoekers. Deze zou gehouden worden in december, één maand voor de jaarvergadering in Pittsburgh. Hoewel de stemming niet bindend was, werd er gestemd in de meer dan 800 gemeenten in de Verenigde Staten; Rutherford kreeg meer dan 95% van de stemmen voor president. Zijn concurrenten stonden 10e tot en met 13e op de lijst van toekomstige directeuren, waarbij de meeste steun werd gegeven aan Rutherfords toenmalige zes mede-directeuren. Op 5 januari 1918 werd Rutherford bevestigd in zijn ambt en kreeg 194 106 stemmen van de aandeelhouders. Van de voormalig directeuren kreeg Hirsh de meeste stemmen: 23 198 en eindigde op de 10e plaats. Prompt werd een resolutie opgesteld en aangenomen dat Hirsh zich moet terugtrekken uit het uitgeverscomité.
Rutherford gaf op de bijeenkomst toe dat hij veel fouten had gemaakt, maar rond medio 1919 had een zevende van de Bijbelonderzoekers verkozen de geloofsgemeenschap te verlaten in plaats van zijn leiderschap te accepteren en vormde groepen als Paul Johnson Movement, Dawn Bible Students Association, Pastoral Bible Institute of Brooklyn, Elijah Voice Movement en Eagle Society.